# نیسو (قمر)
نیسو ˈniːsoʊ نام یکی از ماه‌های نپتون است که در سال ۲۰۰۲ میلادی کشف شد.
قطر آن ۶۰ کیلومتر، جرمش ۱٫۵‎×۱۰۱۷ کیلوگرم، نیم محور بزرگ چرخش آن به دور نپتون ۴۹٬۲۸۵٬۰۰۰  کیلومتر، دوره مداری آن ۹٬۷۴۰/۷۳ روز، انحراف مداری  ۱۳۶/۴۳۹ درجه و خروج از مرکز آن ۰/۵۷۱۴ است.